# Amadou Ouattara
Amadou Ouattara (* 30. Dezember 1990 in Oumé) ist ein ivorischer Fußballspieler.

## Karriere
Amadou Ouattara unterschrieb seinen ersten Vertrag beim norwegischen Erstligisten Moss FK, wo er von 2009 bis 2010 spielte. In den zwei Jahren wurde er dreimal eingesetzt. 2011 wechselte er nach Thailand. Hier unterschrieb er einen Vertrag beim Zweitligisten PTT Rayong FC in Rayong. In 56 Spielen traf er elfmal das Tor. 2018 wechselte zum Erstligisten Navy FC nach Sattahip. Mit der Navy spielte er in der ersten Liga des Landes, der Thai League. Hier lief er 33-mal auf und schoss dabei elf Tore. Nach dem Abstieg der Navy in die zweite Liga unterschrieb er Anfang 2019 in Nakhon Ratchasima einen Vertrag beim Erstligisten Nakhon Ratchasima FC. Nach Saisonende 2020/21 wurde sein Vertrag um ein weiteres Jahr verlängert. Nach insgesamt 85 Erstligaspielen wurde sein Vertrag im Mai 2022 nicht verlängert. Zu Beginn der Saison 2022/23 wechselte er nach Chonburi zum Ligakonkurrenten Chonburi FC. Am Ende der Saison 2023/24 belegte er mit Chonburi den 14. Tabellenplatz und musste somit in die zweite Liga absteigen. Nach dem Abstieg wurde sein Vertrag um ein weiteres Jahr verlängert. Am Ende der Saison 2024/25 feierte er mit Chonburi die Zweitligameisterschaft sowie den Aufstieg in die erste Liga. Nach drei Spielzeiten wurde sein Vertrag im Sommer 2025 nicht verlängert. Für Chonburi bestritt er 78 Ligaspiele. Hierbei erzielte er 19 Tore. Im Juni 2025 nahm ihn der Erstligaabsteiger Khon Kaen United FC aus Khon Kaen unter Vertrag.

## Erfolge
Chonburi FC
- Thailändischer Zweitligameister: 2024/25  ▲